# الإعاقة في كوبا

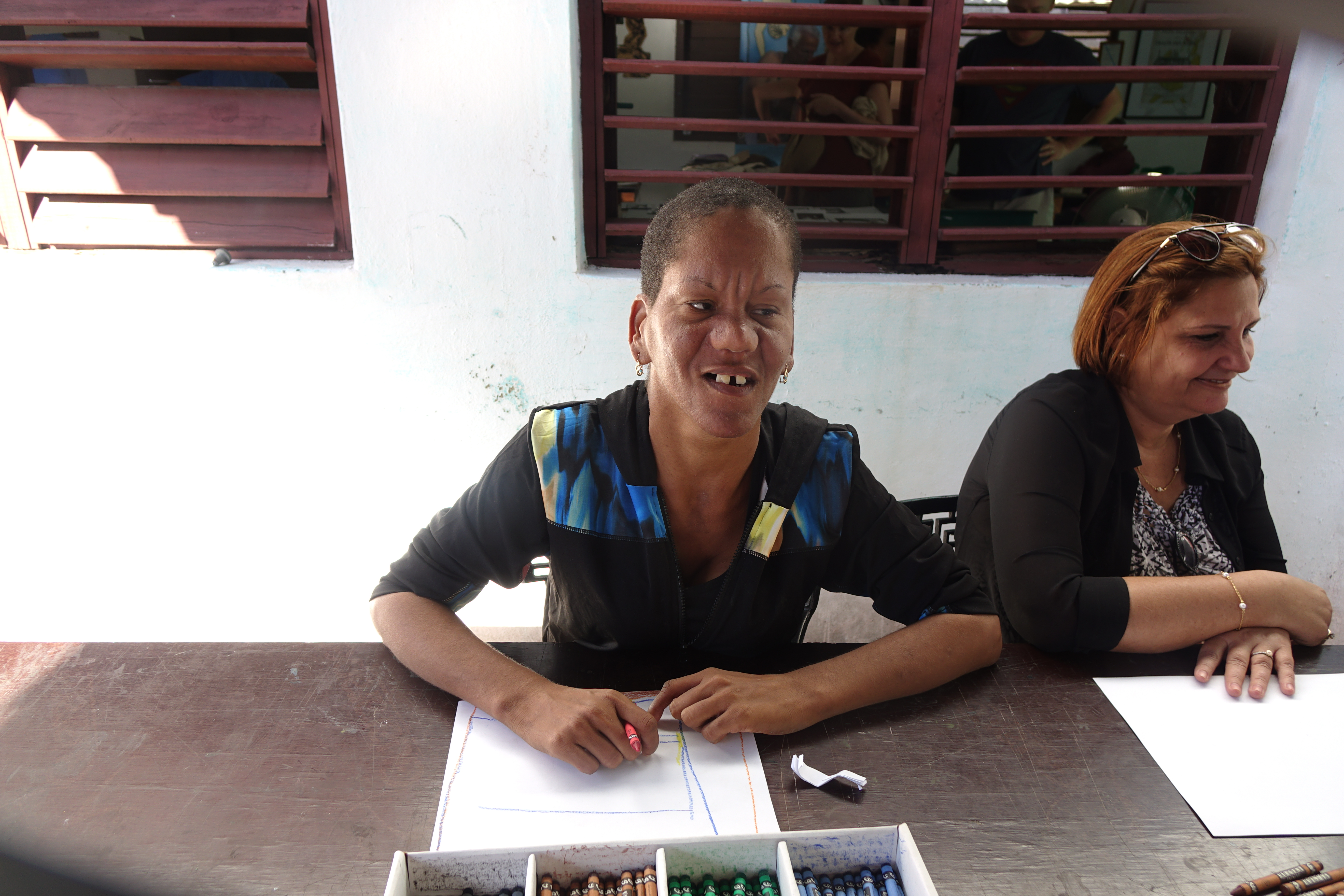
في سيينفويغوس ، تقوم مجموعة غير ربحية بتعليم الفن للأشخاص ذوي الإعاقة في كوبا.

يوجد حوالي ٤٤٧,٦٠٠ شخص من ذوي الإعاقة في كوبا. عدد كبير من الأشخاص ذوي الإعاقة في كوبا يعانون من إعاقة ذهنية، ويبلغ عدد الذين لديهم إعاقة شديدة حوالي ٣.٢٪. تتبنى حكومة كوبا نموذجًا طبيًا للإعاقة في سياساتها المتعلقة بالأشخاص ذوي الإعاقة. ومن التحديات الفريدة التي يواجهها الأشخاص ذوو الإعاقة في البلاد هو الحصار الاقتصادي المفروض على كوبا، والذي تسبب في نقص المواد الطبية والتقنيات المساعدة. يحتوي دستور كوبا على أحكام لحماية حقوق الأشخاص ذوي الإعاقة، وقد وقّعت البلاد على اتفاقية حقوق الأشخاص ذوي الإعاقة في سنة ٢٠٠٧.

## التركيبة السكانية
وفقًا لمنظمة "هيومانتي آند إنكلوجن"، يُقدّر أن نحو ثلث الأشخاص ذوي الإعاقة في كوبا يعانون من إعاقة ذهنية. كما أن حوالي ٣٫٢٪ منهم يعانون من إعاقة شديدة. ووفقًا لأحدث البيانات في عام ٢٠١٨، كان هناك ٤٤٧٬٦٧٤ شخصًا من ذوي الإعاقة يعيشون في البلاد، وكانت نسبة ٤٦٫٣٪ منهم من النساء.
يوجد في كوبا نحو ١٩٬٠٠٠ مستخدم للغة الإشارة الكوبية. واعتبارًا من عام ٢٠١٩، يوجد أكثر من ٣٠٠ مترجم للغة الإشارة في البلاد.

## السياسة
تعتمد كوبا بدرجة كبيرة في سياساتها على النموذج الطبي للإعاقة. وقد تم إنشاء "المجلس الوطني لدعم الأشخاص ذوي الإعاقة" عام ١٩٩٦ لتنفيذ البرامج والسياسات التي تهدف إلى حماية حقوق ذوي الإعاقة. ويتضمن "الخطة الوطنية للعمل" في البلاد بنودًا تتعلق بالأشخاص ذوي الإعاقة، ويجري تنفيذها عبر المجلس الوطني لدعم الأشخاص ذوي الإعاقة. وشملت "أهداف الألفية الإنمائية" للبلاد تعزيز حقوق الأشخاص ذوي الإعاقة وتوفير إمكانية الوصول والخدمات الأخرى.
بإمكان المواطنين الكوبيين الاستفادة من الضمان الاجتماعي بموجب "قانون الضمان الاجتماعي". ويُمنح الآباء الذين لديهم أطفال من ذوي الإعاقة إعانة مالية. وقد أفادت وزارة العمل والضمان الاجتماعي بأن نحو ٣٥٬٥٠٠ شخص من ذوي الإعاقة يتلقون المساعدة الاجتماعية.
يُقدَّم نظام الرعاية الصحية في كوبا مجانًا ويُوفر محليًا، حيث يعيش العاملون الصحيون في المجتمعات ذاتها التي يخدمونها. ويوفر النظام الصحي خدمات تأهيلية متنوعة للبالغين من ذوي الإعاقة. ويُخصص لكل شخص فريق طبي بعد تشخيصه بأنه مصاب بـ "إعاقة محتملة". وتتطلب المستشفيات النفسية موافقة حرة ومستنيرة قبل تنفيذ أي إجراءات طبية.
يحظر "دستور كوبا" التمييز على أساس الإعاقة. ومع ذلك، فإن تقديم الشكاوى إلى الحكومة غالبًا ما يكون غير فعّال. فقد تلقى مكتب المدعي العام ١٢٩ شكوى تتعلق بالتمييز على أساس الإعاقة عام ٢٠١٤، واعتُبر أن ٢٣٪ منها "مبررة".
بشكل عام، ترى الحكومة أن معدل العنف ضد النساء والأطفال من ذوي الإعاقة منخفض، ولا تخطط لافتتاح ملاجئ مخصصة لهذه الفئة.
منذ عام ٢٠١٥، تم تعزيز الاستعداد للكوارث من خلال مشروع يُدعى "المدن المستعدة"، وقد تم من خلاله تدريب أكثر من ٣٬٠٠٠ شخص من ذوي الإعاقة وأفراد أسرهم على الاستجابة للكوارث.

### المنظمات غير الحكومية
تعمل منظمة "هانديكاب إنترناشونال" في كوبا منذ عام ١٩٩٨. ويساعد البرنامج العائلات على التعامل مع الأطفال من ذوي الإعاقة، ويزيد الوعي بالإعاقات، لا سيما الذهنية. وتشمل البرامج الأخرى مساعدة الكوبيين من ذوي الإعاقة في قضايا التوظيف، وتقديم تدريبات على الاستعداد للكوارث.
تتمتع "الجمعية الوطنية للمكفوفين" بحضور قوي في كوبا. وتُقيم الجمعية مؤتمرًا سنويًا يضم أكثر من ٢٠٠ مندوب من مختلف أنحاء البلاد. وتعمل "الجمعية الوطنية للصم" مع الأشخاص الصم والمصابين بالصمم الكلي أو الجزئي.
في عام ٢٠١٤، تعاون "الاتحاد الأوروبي" و"منظمة سي بي إم" لتوفير تقنيات مساعدة للأشخاص ذوي الإعاقة.

### التشريع
تستند القوانين في كوبا غالبًا إلى النموذج الطبي للإعاقة، ولا تتبنى نهجًا يستند إلى "حقوق الإنسان". ولا توجد تشريعات محددة تحمي حقوق الأشخاص ذوي الإعاقة. ويمكن للقوانين المدنية أن تلغي الأهلية القانونية للأشخاص ذوي الإعاقات المختلفة، بما في ذلك الصمم والمرض العقلي.
تنص "القرار الوزاري رقم ١٣/٨٥" على ضرورة التعرف على الأطفال ذوي الإعاقة وتوفير التعليم لهم.
تحمي المادة ٨٩ من "دستور كوبا" حقوق الأشخاص ذوي الإعاقة.
وقد وقعت كوبا على "الاتفاقية الدولية لحقوق الأشخاص ذوي الإعاقة" في عام ٢٠٠٧.

### التعليم
ينص "دستور كوبا" على وجوب التعرف على الأطفال الذين يعانون من إعاقات جسدية أو ذهنية أو نمائية، وتوفير التعليم لهم. ويجري التعرف على هؤلاء الأطفال من خلال "مركز التوجيه والتشخيص"، ثم يُقدَّم لهم الدعم عبر "وزارة التربية والتعليم". وقد يتم وضع الطلاب في صفوف تعليم خاص أو إرسالهم إلى مدارس خاصة. أما الطلاب غير القادرين على الذهاب إلى المدرسة، فيمكنهم تلقي الدروس في منازلهم أو في المستشفيات.
يتكون تدريب المعلمين في التعليم الخاص من ندوة تدريبية واحدة فقط.
على مر الزمن، واجه الأطفال من ذوي الإعاقة في البلاد صعوبات نتيجة التناقص في عدد المتخصصين في رعايتهم.
بدأ تدريس لغة الإشارة الكوبية في المدارس الخاصة منذ عام ١٩٩٤.

## إمكانية الوصول
ورغم وجود معايير وطنية لإمكانية الوصول، إلا أنه حتى عام ٢٠١٩ لم تكن جميع تكنولوجيا المعلومات والاتصالات متاحة للجميع. كما أن البلاد بطيئة في تطوير بنية تحتية ميسّرة داخل المدن.
هناك نقص في الأجهزة المساعدة للأشخاص ذوي الإعاقة في كوبا. وقد ينتظر الأفراد فترات طويلة للحصول على أدوات مثل الأطراف الصناعية. بعض الأشخاص انتظروا قرابة عامين للحصول على طرف صناعي.

## المواقف الثقافية
وفقًا لأستاذة الصحافة إيزابيل مويا ريتشارد، ساعدت الثورة الثقافية في كوبا على تحسين حياة الأشخاص ذوي الإعاقة. وقالت مويا إن تقديم الحكومة للرعاية الصحية والتعليم وإمكانية الوصول إلى الرياضة منح الأشخاص ذوي الإعاقة شعورًا بالكرامة. كما أن هناك تقليدًا في الثقافة الكوبية يرتكز على رعاية ذوي الإعاقة والتعامل معهم بدفء وترحيب. وغالبًا ما تختار الأسر المشاركة في رعاية ومعالجة أفراد العائلة من ذوي الإعاقة.
تُنسب بعض العائلات الإعاقة الذهنية إلى "البروخيريا" أو غيرها من الأسباب الشعبية التقليدية. ومع ذلك، يتم الاعتناء بالأطفال ذوي الإعاقة داخل أسرهم، وغالبًا من قبل قريبات نساء. لا يزال هناك بعض الوصمة الاجتماعية المرتبطة بوجود فرد من الأسرة يعاني من إعاقة ذهنية. وهناك أيضًا عائلات ترى أن "إنجاب طفل مميز هو بمثابة بركة."

## تحديات فريدة
غالبًا ما يُحرم الأشخاص ذوو الإعاقة من الحق في "مبدأ المشاركة". وقد أفاد بعض الأفراد الذين لا يدعمون الحكومة بتعرضهم للتمييز من قبل خدمات الرعاية. وتعرّض أفراد يعملون مع "معهد الدفاع عن المجتمعات الضعيفة"، التابع لـ"شبكة الثقافة الشاملة في كوبا"، للاضطهاد من قبل الحكومة بسبب عملهم في ضمان حقوق الأشخاص ذوي الإعاقة. أما المنظمات التي لا تتعرض للاضطهاد، فإن أعضاءها غالبًا ما يدعمون الحكومة الكوبية.
وقد تسبب الحصار الاقتصادي المفروض على كوبا بنقص في المواد، ما أثّر سلبًا على الأشخاص ذوي الإعاقة. ويؤثر الحصار على قدرة المؤسسات في البلاد على شراء الأدوية والمعدات الطبية.

## رياضة

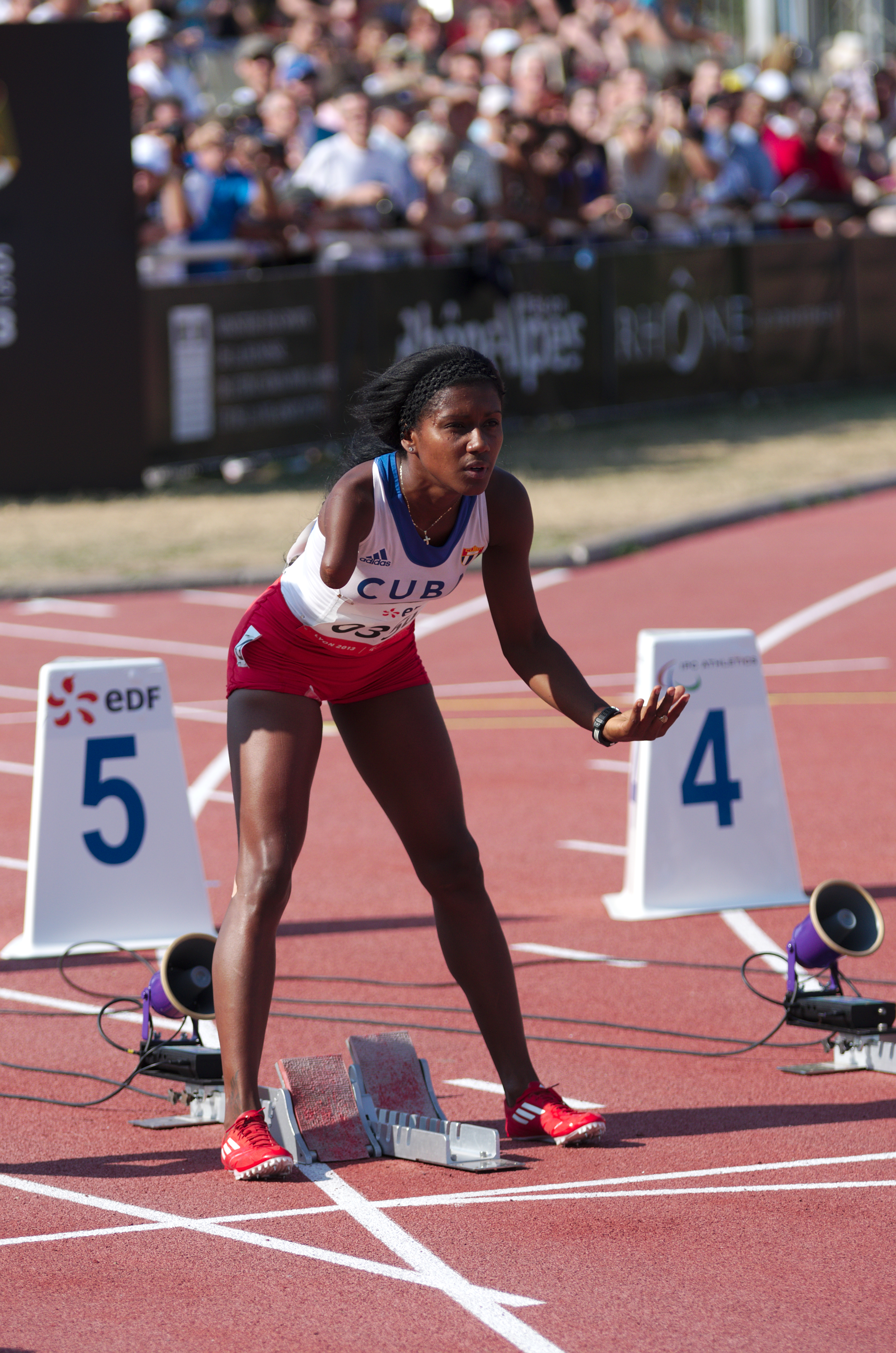
بطولة العالم لألعاب القوى لذوي الاحتياجات الخاصة 2013، يونيديس كاستيلو من كوبا تستعد لنصف النهائي الثاني لسباق 100 متر سيدات - فئة T46

تأسست "الاتحاد الكوبي للمحدودي الحركة الجسدية" عام ١٩٧٧ وتم تسجيلها لدى "اللجنة الأولمبية الوطنية". وتم تأميمها في ١٤ آذار ١٩٨٠.
شاركت كوبا لأول مرة في الألعاب البارالمبية الصيفية 1992، واستمرت بالمشاركة في دورات الألعاب الصيفية.